# Shalom (Iva Zanicchi)
Shalom è un album della cantante italiana Iva Zanicchi, pubblicato nel 1971.
L'album è presente sulle piattaforme digitali e sui servizi di streaming.
(Iva Zanicchi, Sciogli i cavalli al vento)

## Tracce
1. Sciogli i cavalli al vento - 4:20 - (Sandro Tuminelli - Trascrizione e rielaborazione Ezio Leoni)
2. La terra promessa (Erev shel shoshanim) - 3:02 - (Sandro Tuminelli - Trascrizione e rielaborazione Ezio Leoni)
3. La luna è alta (Or nam) - 3:05 - (Sandro Tuminelli - Ya'Akov Shabtai - Yohanan Zarai)
4. È maggio (At va' ani veh aru' ach) - 2:45 - (Sandro Tuminelli - Yoram Tharlev - Nahum Heiman)
5. Dormi, amore dormi - 4:06 - (Sandro Tuminelli - Trascrizione e rielaborazione Ezio Leoni)
6. Havah Nagilah - 1:32 - (Schinasi - Trascrizione e rielaborazione Ezio Leoni)
7. Exodus - 3:55 - (Mimma Gaspari - Ernest Gold)
8. Se ne va la luna - 2:35 - (Sandro Tuminelli - Trascrizione e rielaborazione Ezio Leoni)
9. Non scordarti di me - 3:05 - (Sandro Tuminelli - Trascrizione e rielaborazione Ezio Leoni)
10. L'ultimo fuoco (Hine Ma Tov) - 2:30 - (Sandro Tuminelli - Trascrizione e rielaborazione Ezio Leoni)
11. Addio, dolce amico mio - 3:18 - (Roberto Arnaldi - Trascrizione e rielaborazione Ezio Leoni)
12. Le mani bianche (Hevenu shalom aleichem) - 2:16 - (Sandro Tuminelli - Trascrizione e rielaborazione Ezio Leoni)

## Crediti
- Produzione: Ezio Leoni
- Arrangiamenti: Enrico Intra
- Tecnico di registrazione e re-recording: Gianluca Citi

## Stampe fuori dall'Italia
| Anno di pubblicazione | Paese   | Titolo                            | Etichetta        |
| --------------------- | ------- | --------------------------------- | ---------------- |
| 1972                  | Spagna  | Shalom - Cantos Del Pueblo Hebreo | RI-FI - CPS 9206 |
| 1979                  | Turchia | Shalom                            | WEST - WLP 109   |